# Charles Langlois
Charles Langlois, född 1692, död i april 1762 i Stockholm, var en fransk skådespelare som tillbringade en stor del av sin karriär och liv i Sverige och här spelade en stor roll i svenskt teaterliv både som skådespelare, kompositör och teaterdirektör.

## Biografi och karriär
Langlois föddes i Paris och anses tidigt ha varit medlem i resande teatersällskap, som turnerade runt den franska landsbygden; gift med kollegan Jeanne Perrette Le Chevalier, med vilken han 1718 fått sonen Alexandre. 

### Franska teatern
Han kom till Sverige 1723 som medlem i det franska teatersällskap, Académie royale de musique (Stockholm), som inhyrts av Landé och som uppträdde på teatern i Stora Bollhuset på 1720-talet. Hans specialitet uppgavs vara kung, bonde- och resonörsroller inom franska spelkonsten, Scaramouche inom den italienska, medan fruns rollfack var drottning och karaktärsroller. Han skrev ett libretto till uppträdandet vid drottning Ulrika Eleonoras födelsedag 1724 och är känd för att ha skrivit flera sådana libretton; han författade texten till pjäser och uppträdde tillsammans med Jeanne i två sådana för drottningen 1726 och 1727 som Pan med frun som Premiére Bergére; sistnämnda år kom han i konflikt med Landé för att ha lett egna föreställningar på Bollhuset.

### Mellanperiod
Då det franska teatersällskapet lämnade Sverige stannade han, liksom en del andra av dess medlemmar, kvar i landet. Från 1730 fick han tillstånd att driva handel med lyxartiklar, en verksamhet som sköttes av frun och gav god ekonomi fram till importförbudet 1735 – själv undervisade han i franska. Då greve Carl Gustaf Tessin 1729 reste till Paris för att hyra en fransk trupp, följde madame Langlois med, och 1731–1732 gjorde Langlois själv en resa på uppdrag att hyra en fransk trupp till teatern.  

### Svenska nationalteatern
Då den svensktalande teatern öppnade i Bollhuset 1737 gjordes han till dess direktör. Han ansågs alltför känslosam och tempermantsfull för att kunna sköta sin befattning diplomatiskt och avsattes som direktör 1739. 1739 kom han i konflikt om recettintäkterna (recett=biljett) med entreprenörerna Höpken och Olthoff, som tog ifrån honom nycklarna och avsatte honom 1739, vilket togs upp i rätten 1739. Teatern var stängd 1738–39. Den öppnades med hattarnas hjälp 1739, men de förlorade intresset för den 1740, och den blev ett privat företag styrt av skåpespelarna själva sedan entreprenörerna dragit sig tillbaka. Redan 1740 klev han dock åter in i ledningen för teatern tillsammans med Johan Palmberg och Peter Lindahl som biträdande direktörer.
Langlois lärde sig aldrig riktigt tala svenska, och var därför bara aktiv som skådespelare då man spelade fransktalande pjäser, vilket gjordes några gånger, särskilt under tiden 1743–1745. Det fanns även några andra franska aktörer; konvertiten Gabriel Senac och Jean Delpergat var också anställda vid teatern under denna tid. Makarna Langlois spelade huvudrollerna i La Médée och Jason 1740 och 1748 i pjäsen La scene de reconniassance. Från 1741 undervisade han hovets pager, och från 1748 kadetter, i franska, medan hans hustru höll franskpension för adliga flickor.   
Då den svenska truppen avskedades 1753 sålde han sina rättigheter till sällskapet, och efter att ha gjort några blygsamma roller vid det franska sällskapet Du Londel pensionerade han sig.